# 苏尼特左旗
蘇尼特左旗，简称东苏旗，是中華人民共和國內蒙古自治區錫林郭勒盟轄下的一個旗，旗政府駐於滿都拉圖鎮。

## 历史
东苏旗辖境，汉代由乌桓、鲜卑所居，晋代为拓跋氏地，隋唐时属突厥汗国，金时属西京路。元朝时隶属中书省兴和路。蘇尼特部自成吉思汗统一蒙古後形成，其十七世孙库克齐图墨尔根台吉率苏尼特部迁居此处。清崇德六年（1641年），清朝将苏尼特部编为苏尼特旗，翌年（1642年）改称苏尼特左翼旗。1912年後，民国政府先后将其归属察哈尔特别区和察哈尔省。中国抗日战争期间，随锡盟属蒙疆聯合自治政府。1947年后，隶属内蒙古自治政府（後改内蒙古自治区），1949年旗政府驻贝勒庙，1969年将贝勒庙名改为满都拉图镇。

## 地理
东苏旗面積為33333平方公里，該地區居于戈壁沙漠，本以畜牧為主，近年在沙塵暴威脅下，努力發展旅遊與花崗石礦產業。

## 行政区划
苏尼特左旗下辖3个镇、4个苏木：
满都拉图镇、查干敖包镇、巴彦淖尔镇、巴彦乌拉苏木、赛罕高毕苏木、洪格尔苏木、达来苏木、苏尼特左旗芒来循环经济产业园区和恩格尔河灌区。

## 人口
根據第七次人口普查數據，截至2020年11月1日零時，蘇尼特左旗常住人口為33643人。
2004年时人口約僅有3萬。

## 交通
- 209国道以东苏旗为起点
- 331国道过境
- 锡二铁路，设苏尼特左旗站